# Glenn Beringen
Glenn Beringen (Adelaida, Australia, 16 de septiembre de 1964) es un nadador australiano retirado especializado en pruebas de estilo braza, donde consiguió ser subcampeón olímpico en 1984 en los 200 metros.

## Carrera deportiva
En los Juegos Olímpicos de Los Ángeles 1984 ganó la medalla de plata en los 200 metros estilo braza, con un tiempo de 2:15.79 segundos, tras el canadiense Victor Davis y por delante del suizo Etienne Dagon.
Y en los Campeonato Pan-Pacífico de Natación ganó la plata en la misma prueba.

## Palmarés internacional
| Juegos Olímpicos | Juegos Olímpicos             | Juegos Olímpicos  | Juegos Olímpicos |
| Año              | Lugar                        | Medalla           | Prueba           |
| ---------------- | ---------------------------- | ----------------- | ---------------- |
| 1984             | Los Ángeles (Estados Unidos) | Medalla de bronce | 200 m braza      |